# Чернихов (Львовская область)
Чернихов (укр. Чернихів) — село в Рудковской городской общине Самборского района Львовской области Украины.
Население по переписи 2001 года составляло 447 человек. Занимает площадь 5,51 км². Почтовый индекс — 81435. Телефонный код — 3236.